# Oretopsis
Oretopsis là một chi bướm đêm thuộc phân họ Drepaninae. Oretopsis vohilava, Viette 1954, là một loài nổi tiếng thuộc chi này.